# Pièce de 100 francs Libération de Paris
Pour les articles homonymes, voir 100 francs.
La pièce de 100 francs français émise en 1994 à l'occasion du 50e anniversaire de la libération de Paris.
Sur l'avers, on voit le général de Gaulle défiler sur les Champs-Élysées.
Sur le revers, se trouve une représentation des combats de la libération, avec un char de la 2e DB du général Leclerc.

## Frappes
| Millésime | Tirage    | Remarques       |
| --------- | --------- | --------------- |
| 1994      | 1 850     | essai           |
| 1994      | -         | Flan bruni      |
| 1994      | 1 598 400 | frappe courante |

## Sources
- Valeur des Monnaies de France de René Houyez éditions GARCEN